# Damián Escudero
Damián Ariel Escudero (ur. 20 kwietnia 1987 w Rosario) – argentyński piłkarz występujący na pozycji ofensywnego pomocnika.
Jego ojciec Osvaldo Escudero, wuj Sergio Escudero i kuzyn Sergio Escudero również byli piłkarzami.

## Kariera klubowa
Escudero jest wychowankiem akademii juniorskiej zespołu Club Atlético Vélez Sarsfield ze stołecznego Buenos Aires, do którego pierwszej drużyny został włączony jako osiemnastolatek przez szkoleniowca Miguela Ángela Russo. W argentyńskiej Primera División zadebiutował 4 marca 2006 w przegranym 0:1 spotkaniu z Newell's Old Boys, natomiast premierowego gola w najwyższej klasie rozgrywkowej strzelił 10 lutego 2007 w wygranej 2:0 konfrontacji z tym samym rywalem. Mimo młodego wieku szybko został podstawowym pomocnikiem Vélezu, będąc jednym z największych talentów ligi argentyńskiej – na placu gry imponował techniką i swobodą w rozgrywaniu piłki, tworząc skuteczny duet ofensywny ze swoim rówieśnikiem Mauro Zárate. Ogółem barwy Vélezu reprezentował przez dwa i pół roku, nie zdołał jednak odnieść z nim większych sukcesów zarówno na arenie krajowej, jak i międzynarodowej.
Latem 2008 Escudero za sumę ośmiu milionów euro przeszedł do hiszpańskiego Villarrealu CF, gdzie jednak nie mógł zostać zgłoszony do rozgrywek ze względu na przekroczenie limitu obcokrajowców. Wobec tego bezpośrednio po transferze udał się na roczne wypożyczenie do niżej notowanego Realu Valladolid, w którego barwach 13 września 2008 w wygranym 2:1 meczu z Atlético Madryt zadebiutował w Primera División. Nie potrafił sobie jednak wywalczyć miejsca w wyjściowym składzie i zajął z Realem szesnaste miejsce w lidze, po czym powrócił do Villarrealu. Tam, 14 marca 2010 w wygranym 2:0 pojedynku z Xerez CD, strzelił jedyną bramkę w lidze hiszpańskiej, lecz pełnił wyłącznie rolę rezerwowego wskutek częstych kontuzji oraz konkurencji o miejsce w składzie ze strony Santiego Cazorli czy Roberta Pirèsa. Na koniec sezonu uplasował się z Villarrealem na siódmej pozycji, nie spełniając pokładanych w nim oczekiwań.
W lipcu 2010 Escudero powrócił do ojczyzny, gdzie za sumę trzech milionów dolarów zasilił stołecznego giganta – zespół Club Atlético Boca Juniors (który wykupił 50% praw jego karty zawodniczej). Tam notował jednak słabe występy i nie zdołał przebić się do pierwszej jedenastki, przez co już po upływie sześciu miesięcy za sumę 700 tysięcy dolarów został wypożyczony do brazylijskiego klubu Grêmio FBPA z siedzibą w Porto Alegre. W tamtejszej Campeonato Brasileiro Série A zadebiutował 22 maja 2011 w przegranym 1:2 spotkaniu z Corinthians Paulista, natomiast pierwszego gola zdobył 4 września tego samego roku w wygranej 4:0 konfrontacji z Athletico Paranaense. Ogółem w Grêmio występował przez rok w roli podstawowego piłkarza, zajmując drugie miejsce w lidze stanowej – Campeonato Gaúcho, jednak mimo udanych występów nie zasilił drużyny na zasadzie transferu definitywnego wobec fiaska negocjacji pomiędzy klubami.
Wiosną 2012 Escudero za sumę 700 tysięcy dolarów udał się na wypożyczenie do brazylijskiego zespołu Atlético Mineiro z miasta Belo Horizonte. Podczas pobytu w prowadzonej przez Cucę ekipie pełnił przeważnie rolę rezerwowego, lecz odniósł kilka krajowych sukcesów – w sezonie 2012 zdobył wicemistrzostwo Brazylii i triumfował w lidze stanowej – Campeonato Mineiro. Bezpośrednio po tym został wypożyczony do kolejnego brazylijskiego ligowca – EC Vitória z siedzibą w Salvadorze, gdzie od razu został kluczowym zawodnikiem ekipy i ulubieńcem kibiców. W 2013 roku wygrał z nim ligę stanową – Campeonato Baiano, a po upływie sezonu zasilił Vitórię na stałe. Jego dobrą passę przerwało jednak zerwanie więzadeł krzyżowych, którego doznał w lutym 2014 i musiał przez to pauzować przez siedem miesięcy. Po rekonwalescencji, na koniec sezonu 2014, nie zdołał natomiast uchronić Vitórii przed spadkiem do drugiej ligi (równocześnie zajął drugie miejsce w lidze stanowej). Już po roku awansował jednak z nią z powrotem do pierwszej ligi brazylijskiej, będąc najlepszym strzelcem zespołu, lecz bezpośrednio po promocji nie przedłużył umowy z Vitórią.
W styczniu 2016 Escudero jako wolny zawodnik podpisał kontrakt z meksykańską drużyną Puebla FC. W tamtejszej Liga MX zadebiutował 31 stycznia 2016 w zremisowanym 1:1 meczu z Tolucą, a po raz pierwszy wpisał się na listę strzelców 21 lutego tego samego roku w wygranym 3:2 pojedynku z Dorados.

## Kariera reprezentacyjna
W styczniu 2007 Escudero został powołany przez szkoleniowca Hugo Tocallego do reprezentacji Argentyny U-20 na Mistrzostwa Ameryki Południowej U-20, lecz zarząd jego ówczesnego klubu nie wyraził zgody na udział zawodnika w tym turnieju. Pięć miesięcy znalazł się natomiast w składzie na Mistrzostwa Świata U-20 w Kanadzie, gdzie rozegrał jednak tylko jedno z siedmiu możliwych spotkań – większą część młodzieżowego mundialu ominął ze względu na poważną kontuzję. Argentyńczycy (mający wówczas w składzie graczy takich jak Sergio Romero, Mauro Zárate, Sergio Agüero czy Ángel Di María) zdobyli wówczas tytuł młodzieżowych mistrzów świata, pokonując w finale Czechy (2:1).

## Statystyki kariery
| Vélez Sarsfield  | 2005–2006 | Argentyna | Primera División | 9   | 0  | —  | —       | CL           | 3  | 2   | 12  | 2  |
| Vélez Sarsfield  | 2006–2007 | Argentyna | Primera División | 32  | 6  | —  | —       | CS + CL      | 11 | 4   | 43  | 10 |
| Vélez Sarsfield  | 2007–2008 | Argentyna | Primera División | 29  | 6  | —  | —       | —            | —  | —   | 29  | 6  |
| Real Valladolid  | 2008–2009 | Hiszpania | Primera División | 15  | 0  | 4  | 1       | —            | —  | —   | 19  | 1  |
| Villarreal CF    | 2009–2010 | Hiszpania | Primera División | 13  | 1  | 3  | 0       | LE           | 4  | 0   | 20  | 1  |
| Boca Juniors     | 2010–2011 | Argentyna | Primera División | 13  | 0  | —  | —       | —            | —  | —   | 13  | 0  |
| Grêmio           | 2011      | Brazylia  | Série A          | 31  | 4  | 5  | 1       | CL           | 6  | 0   | 42  | 5  |
| Atlético Mineiro | 2012      | Brazylia  | Série A          | 27  | 4  | 13 | 0       | —            | —  | —   | 40  | 4  |
| Vitória          | 2013      | Brazylia  | Série A          | 27  | 2  | 16 | 4       | —            | —  | —   | 43  | 6  |
| Vitória          | 2014      | Brazylia  | Série A          | 10  | 0  | 6  | 0       | —            | —  | —   | 16  | 0  |
| Vitória          | 2015      | Brazylia  | Série B          | 27  | 11 | 14 | 2       | —            | —  | —   | 41  | 13 |
| Puebla           | 2015–2016 | Meksyk    | Liga MX          | 10  | 1  | —  | —       | CL           | 2  | 0   | 12  | 1  |
| Puebla           | 2016–2017 | Meksyk    | Liga MX          | 0   | 0  | 0  | 0       | —            | —  | —   | 0   | 0  |
| Ogółem           |           |           |                  |     |    |    |         |              |    |     |     |    |
| Argentyna        | Argentyna | Argentyna | 83               | 12  | —  | —  | CL + CS | 14           | 6  | 97  | 18  |    |
| Hiszpania        | Hiszpania | Hiszpania | 28               | 1   | 7  | 1  | LE      | 4            | 0  | 39  | 2   |    |
| Brazylia         | Brazylia  | Brazylia  | 122              | 21  | 54 | 7  | CL      | 6            | 0  | 182 | 28  |    |
| Meksyk           | Meksyk    | Meksyk    | 10               | 1   | 0  | 0  | CL      | 2            | 0  | 12  | 1   |    |
| Ogółem           | Ogółem    | Ogółem    | Ogółem           | 243 | 35 | 61 | 8       | CL + CS + LE | 26 | 6   | 330 | 49 |

Legenda:
- CL – Copa Libertadores
- CS – Copa Sudamericana
- LE – Liga Europy UEFA